# Hoeksche Waard (commune)
Hoeksche Waard est une commune néerlandaise dans le sud de la province de Hollande-Méridionale. La commune est créée le 1er janvier 2019 par la fusion des communes de Binnenmaas, Cromstrijen, Korendijk, Oud-Beijerland et Strijen.
La nouvelle commune compte environ 87 000 habitants et couvre une superficie de 323,68 km2 (dont 54,74 km2 d'eau).
La commune de Hoeksche Waard comprend l'île de Hoeksche Waard et l'île de Tiengemeten.
La mairie est située à Oud-Beijerland.

## Géographie

### Communes limitrophes

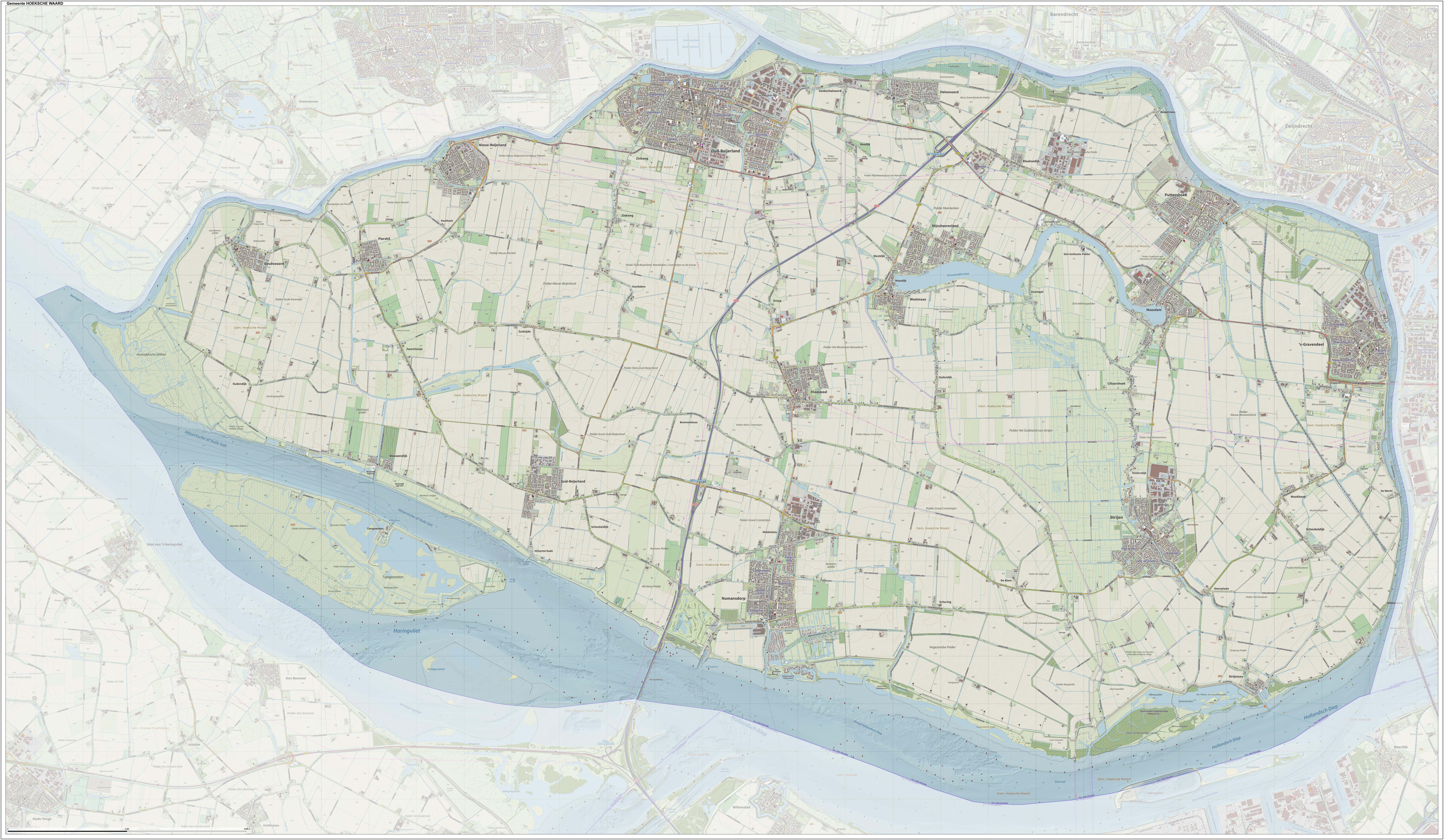
Plan détaillé de la commune de Hoeksche Waard

| Nissewaard         | Albrandswaard, Barendrecht        | Zwijndrecht |
|                    | Hoeksche Waard                    | Dordrecht   |
| Goeree-Overflakkee | Moerdijk ( Brabant-Septentrional) |             |